# Ананим
Ана́ним (от др.-греч. ἀνα- «пере» + ὄνομα «имя») — частный случай анаграммы: образование псевдонимов и авторских неологизмов путём написания слова в обратном порядке, а также сами слова, образованные таким способом.

## Примеры использования
Астероид (20461) Диоретса, движущийся по ретроградной орбите, получил своё название путём переворачивания самого слова «астероид». Звёзды Альфа и Бета в созвездии Дельфин имеют исторические названия Суалокин (Sualocin) и Ротанев (Rotanev), впервые появившиеся в Палермском каталоге 1814 года под редакцией Джузеппе Пьяцци; лишь 45 лет спустя астроном Т. У. Уэбб заметил, что эти названия представляют собой перевёрнутую латинизированную форму имени помощника Пьяцци, также видного учёного Никколо Каччаторе (лат. Nicolaus Venator; фамилия, со значением «охотник», переведена с итальянского на латынь).
Иван Крылов в 1797 году подписал опубликованную в периодике прозаическую миниатюру «Несчастный Менос» с подзаголовком «Перевод с италиянского» ананимом Нави Волырк (Н. Л. Степанов полагал, что это вызвано сентименталистским характером произведения, довольно далеко отстоявшего от обычных литературных интересов и симпатий Крылова; биограф Крылова М. А. Гордин показал, что в действительности миниатюра представляет собой злую сатиру на Екатерину II и Павла I, которой Крылов зафиксировал резкий пересмотр своей прежней политической позиции).
Писатель Стефан Жеромский в молодости подписал одну из своих публикаций ананимом Иксмореж (пол. Iksmoreż).
Певица Ани Лорак составила свой псевдоним из букв своего настоящего имени Каролина.
В повести Виталия Губарева «Королевство кривых зеркал» (и в одноимённом фильме) ананимы используются в именах большинства персонажей, как «зеркальные отражения имён»: Яло (Оля) и Аксал (Ласка), Гурд (Друг), Йагупоп (Попугай), Абаж (Жаба), Нушрок (Коршун), Анидаг (Гадина), Бар (Раб) и другие.